# 张崇慧
张崇慧（1950年—），山西平定人，汉族，中华人民共和国政治人物、第十一届全国人民代表大会山西地区代表。

## 生平
毕业于南开大学政治经济学专业。加入中共，担任山西国资委主任。2008年起担任全国人大代表。